# (7554) Johnspencer
(7554) Johnspencer (1981 GQ) – planetoida z pasa głównego asteroid okrążająca Słońce w ciągu 5,54 lat w średniej odległości 3,13 j.a. Odkryta 5 kwietnia 1981 roku.